# Pleurothallis globifera
Pleurothallis globifera är en orkidéart som beskrevs av Guido Frederico João Pabst. Pleurothallis globifera ingår i släktet Pleurothallis och familjen orkidéer. Inga underarter finns listade i Catalogue of Life.